# Erannis occataria
Erannis occataria är en fjärilsart som beskrevs av Nicolas Grigorevich Erschoff 1874. Erannis occataria ingår i släktet Erannis och familjen mätare. Inga underarter finns listade i Catalogue of Life.